# Vicente Vela
Vicente Vela (ur. w 1931 w Algeciras, zm. 1 stycznia 2015 w Madrycie) – hiszpański malarz i scenograf.

## Życiorys
Ojciec Vela był maszynistą i często podróżowali po kraju. Od najmłodszych lat przejawiał talent artystyczny. Ukończył Szkołę Sztuk Pięknych w Sewilli. Tworzył abstrakcje.
Twórczość Vela prezentowana była na wielu wystawach międzynarodowych m.in. w Paryżu, Lizbonie, São Paulo i Wenecji. W 1970 zdobył pierwszą nagrodę rysunku na krajowej wystawie sztuk pięknych.
Uważany za czołową postać hiszpańskiego malarstwa XX wieku.